# Houshang Golmakani
Houshang Golmakani (هوشنگ گلمکانی) est un journaliste, critique de cinéma et réalisateur iranien.

## Biographie
Il est né à Gorgan le 23 mars 1954 et a commencé sa carrière en 1972 en tant que journaliste et critique pour Tehran Economist. En 1982, il a obtenu un diplôme de cinéma et de télévision du Collège des arts dramatiques de Téhéran.
En 1982, il participe, avec Massoud Mehrabi et Abbas Yari, à la fondation du magazine Film Monthly dont il devient le rédacteur en chef. Ce magazine est le plus ancien des magazines de cinéma apparus après la révolution iranienne de 1978-1980. En 1993, Film Monthly est doublé d'un magazine international, Film International, le seul magazine en langue anglaise consacré au cinéma iranien.
Houshang Golmakani est aussi écrivain et réalisateur. Il a réalisé un film à propos de la vie de Mohsen Makhmalbaf, Stardust-Stricken - Mohsen Makhmalbaf: A Portrait (1996). Il écrit des livres à propos de cinéma et traduit des scénarios.

## Œuvres
Livres
- The Gentleman Actor (1re édition 1997 ; 2e édition 2010)
- The Sound of Music (2000)
- Tangna (2007)

Traductions de scénarios
- Paris, Texas (1re édition 1989 ; 2e édition 1997 ; 3e édition 2002)
- The White Sheik, Variety Lights (1992)
- La Strada (1995)
- La Notte (1997)
- Cinema Paradiso (1999)

## Participations à des festivals en tant que jury
- Membre du jury FIPRESCI au festival des films documentaires de Leipzig, 1998
- Membre du jury au festival du film de Tbilissi, Géorgie, 2007
- Membre du jury NETPAC au festival du film d'Antalya, 2007
- Membre du jury au festival du film Didar (Rencontre), Dushanbe, Tadjikistan, 2008
- Membre du NETPAC (Network for Promotion of Asian Cinema)
- Membre du comité de sélection des films étrangers, Festival international Fajr, Téhéran, (1998-2002)

## Récompenses et distinctions
- Prix du meilleur critique d'art, Fondation des journalistes iraniens, 2008
- Prix du critique le plus influent des 30 dernières années en Iran, attribué par tous les critiques d'arts iraniens, 2008
- Prix d'honneur, Festival de la maison du cinéma d'Iran, 2007